# Kils gård

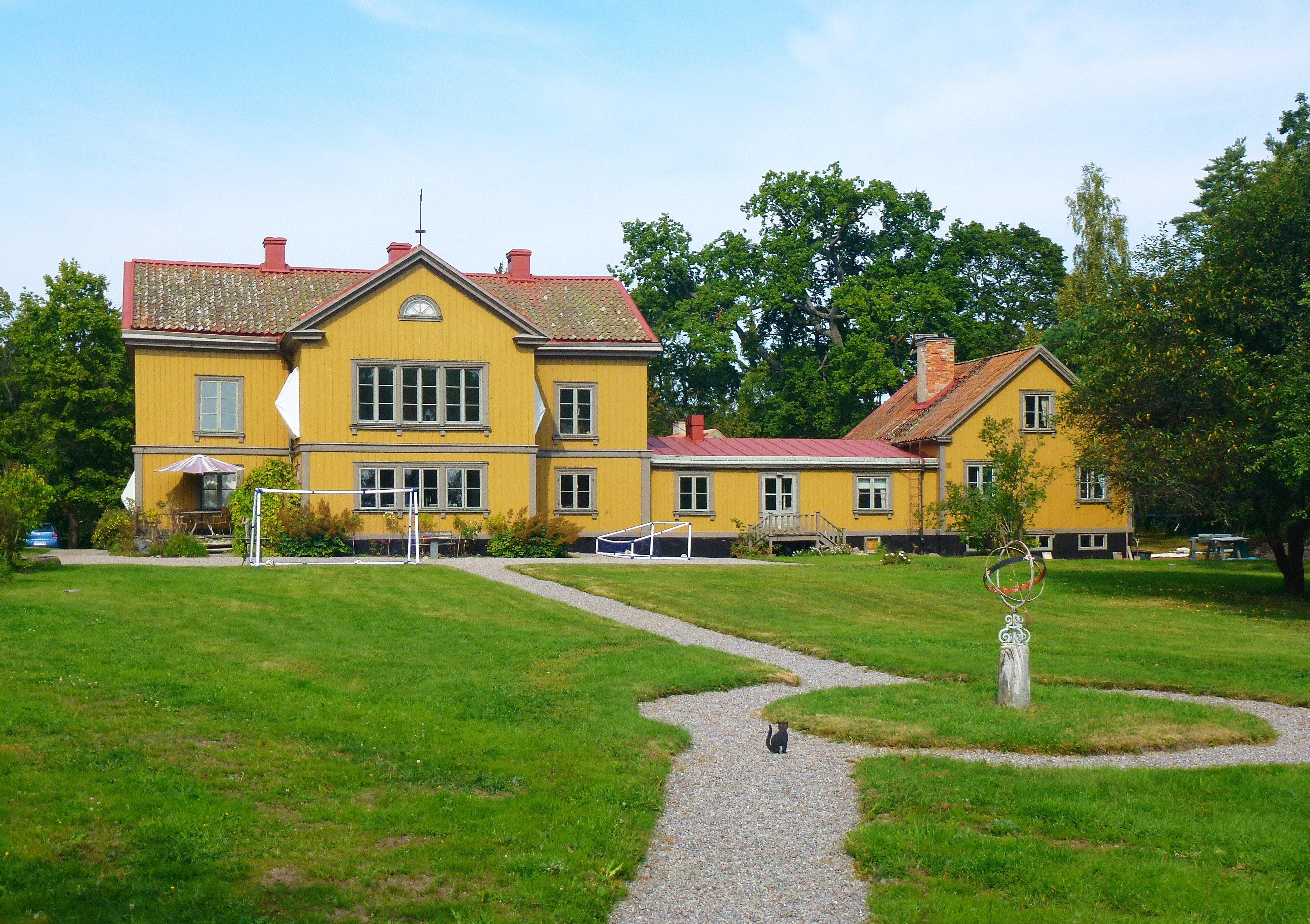
Kils gård, fasad mot syd, 2015.

Kils gård (även Kihls gård) är en herrgård vid Graningevägen i kommundelen Boo i Boo socken i Nacka kommun. Nuvarande huvudbyggnad och flyglar fick sitt utseende i empir på 1820-talet under generalmajoren Louis Marie de Camps. Kils gård gav tätorten Kil och Kilsviken sina namn. Enligt Stockholms läns museum representerar Kils gård med flyglar och ekonomibyggnader ”ett stort kulturhistoriskt värde”.

## Historik

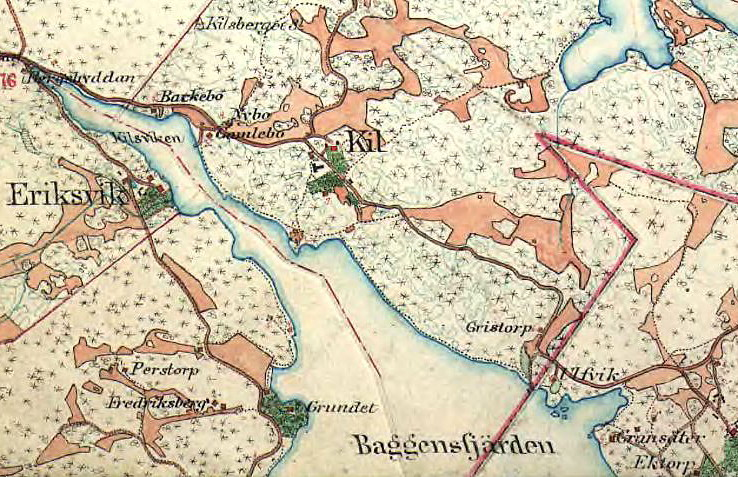
Kils gård och omgivning 1901.

Redan år 1324 omnämns gården. På 1500-talet lydde Kil under Boo gård, Velamsund och Kummelnäs. Kil brändes ner i samband med rysshärjningarna 1719. Efter kort tid var gården dock återuppbyggd igen. Under slutet av 1700-talet brukades gården av kamreren Emanuel Wibom.
Den idag välbevarade gårdsbebyggelsen fick sitt nuvarande utseende när generalmajoren Louis Marie de Camps köpte Kil 1824. Han lät bygga om anläggningen i stram empir och levde här till sin död 1844.   Efter honom ägdes stället av den italienska greven Guido d'Eriezzo som förvärvade Kil 1852. Han friköpte gården som då blev en självständig enhet. 
Bland senare ägare märks pappershandlaren Carl Edvard Schneidler och greven Otto Cronstedt. Huvudbyggnaden och flyglarna blev ombyggda ett flertal gånger, bland annat 1910 av arkitekten Sigge Cronstedt då den utbyggda salen mot trädgården tillkom. Gården ägs idag av ättlingar till greve Otto Cronstedt, men huvuddelen av omkringliggande markområde styckades av och såldes på 1960-talet. Till gården hörde även en väl bevarad lada som står vid Graningevägen strax söder om Kil. 
Även Fiskartorpet vid Kilsviken hörde till gården. Det var en timrad enkelstuga med brygga och sjöbod som beboddes ända till 1970-talet av yrkesfiskare. I slutet av 1970-talet försvann den under Kilsbron. Numera återstår bara en överväxt husgrund, ett par stenkistor och en trasig fiskebåt på land efter torpet. Själva torpet har flyttats och återuppförts vid Velamsund av Boo hembygdsförening.

## Bilder

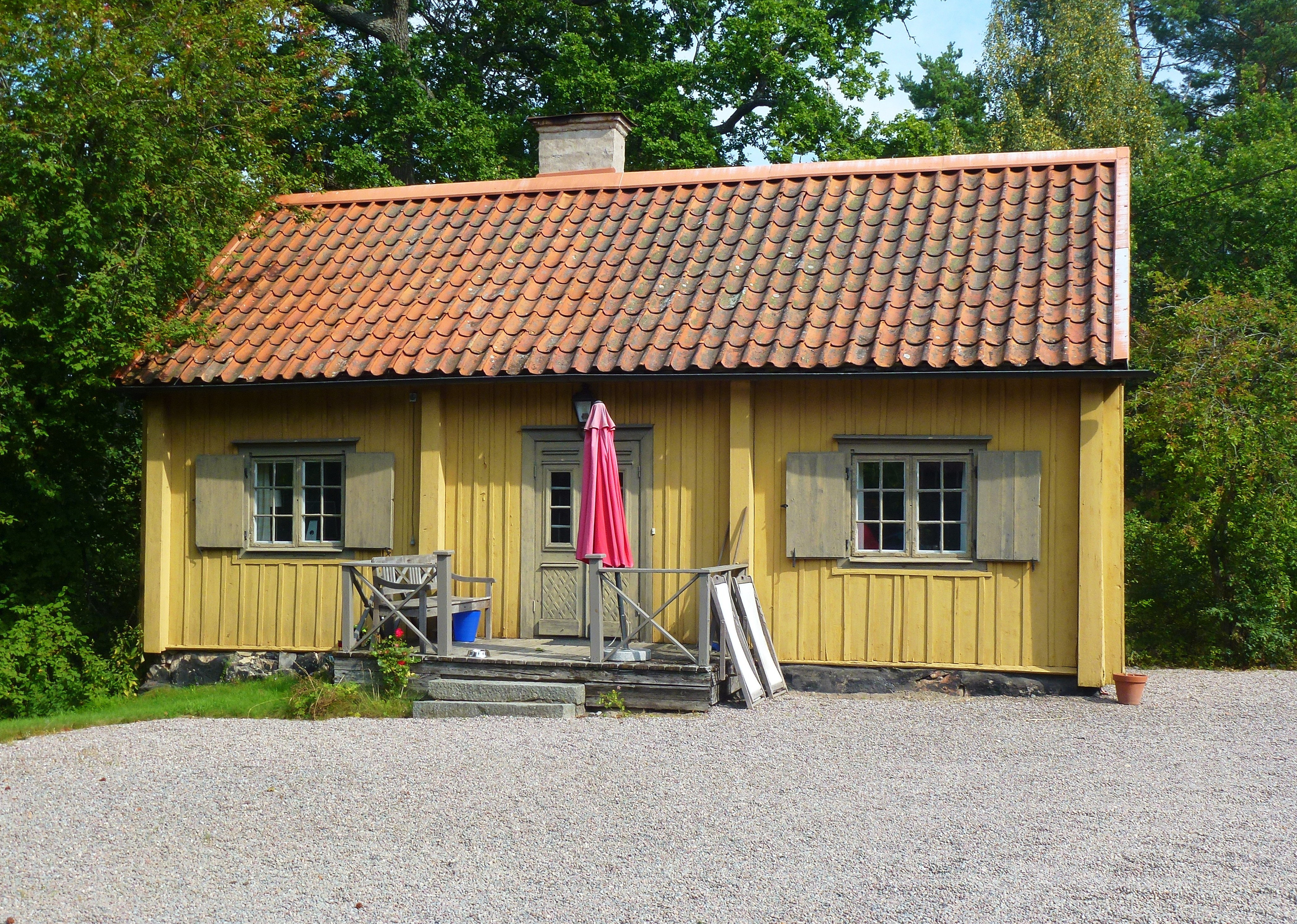
Kils gård, östra flygeln
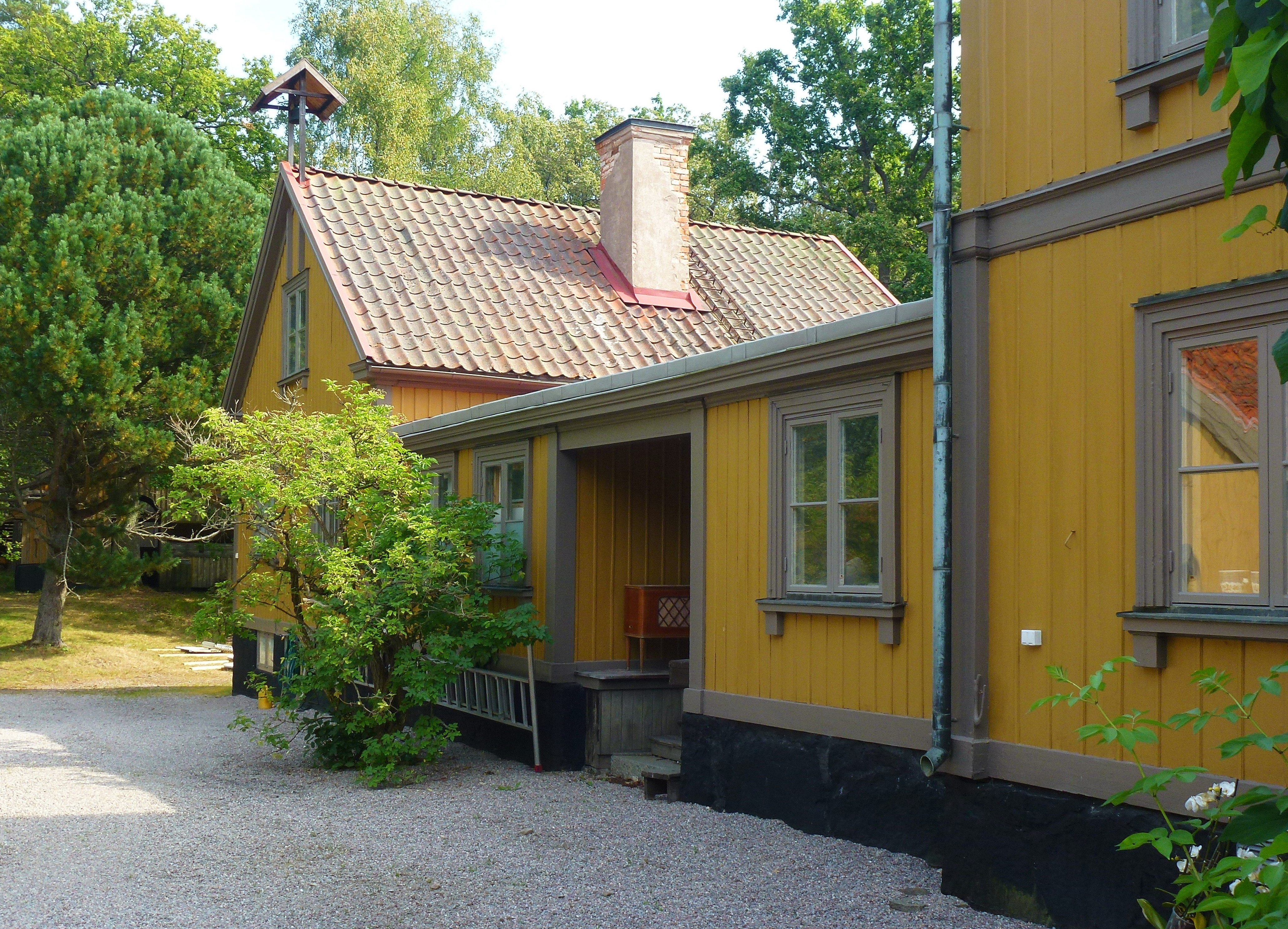
Kils gård, huvudbyggnad från norr
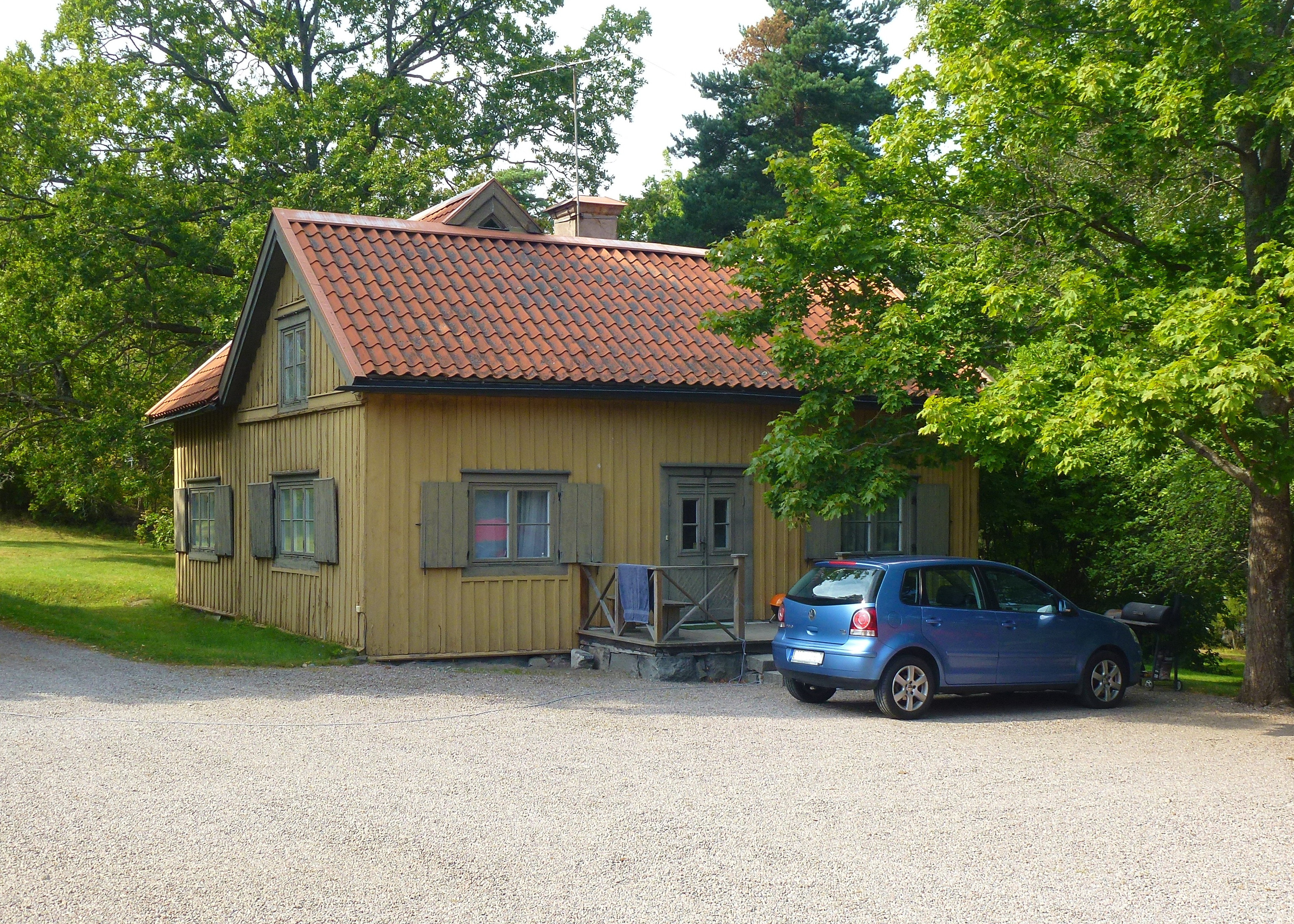
Kils gård,västra flygeln
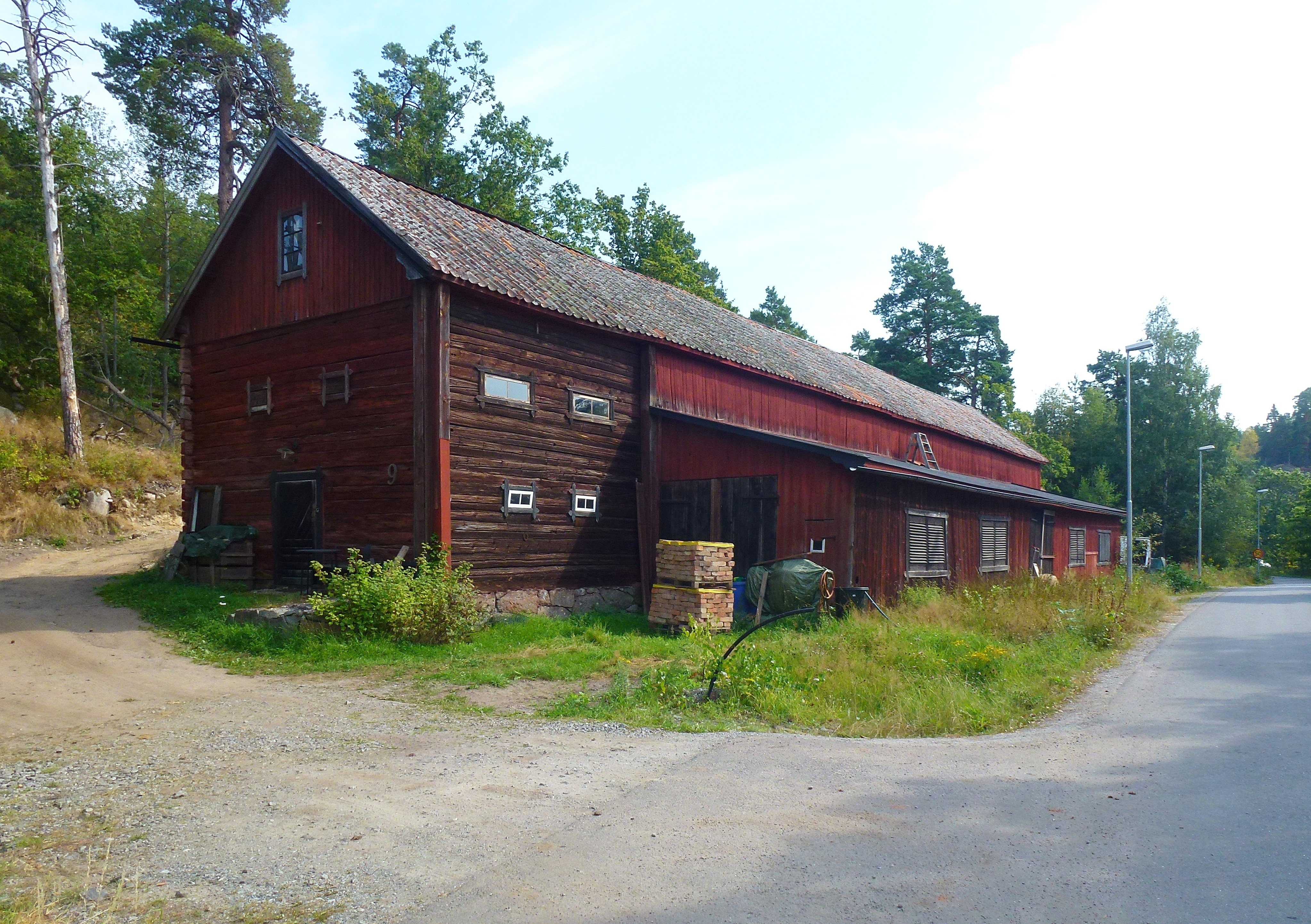
Stora ladan vid Graningevägen